# سنگ‌غلتان بزرگ‌پولک
سنگ‌غلتان بزرگ‌پولک (نام علمی: Campostoma oligolepis) نام یک گونه از سرده سنگ‌غلتان است.